# Cầu ngầm

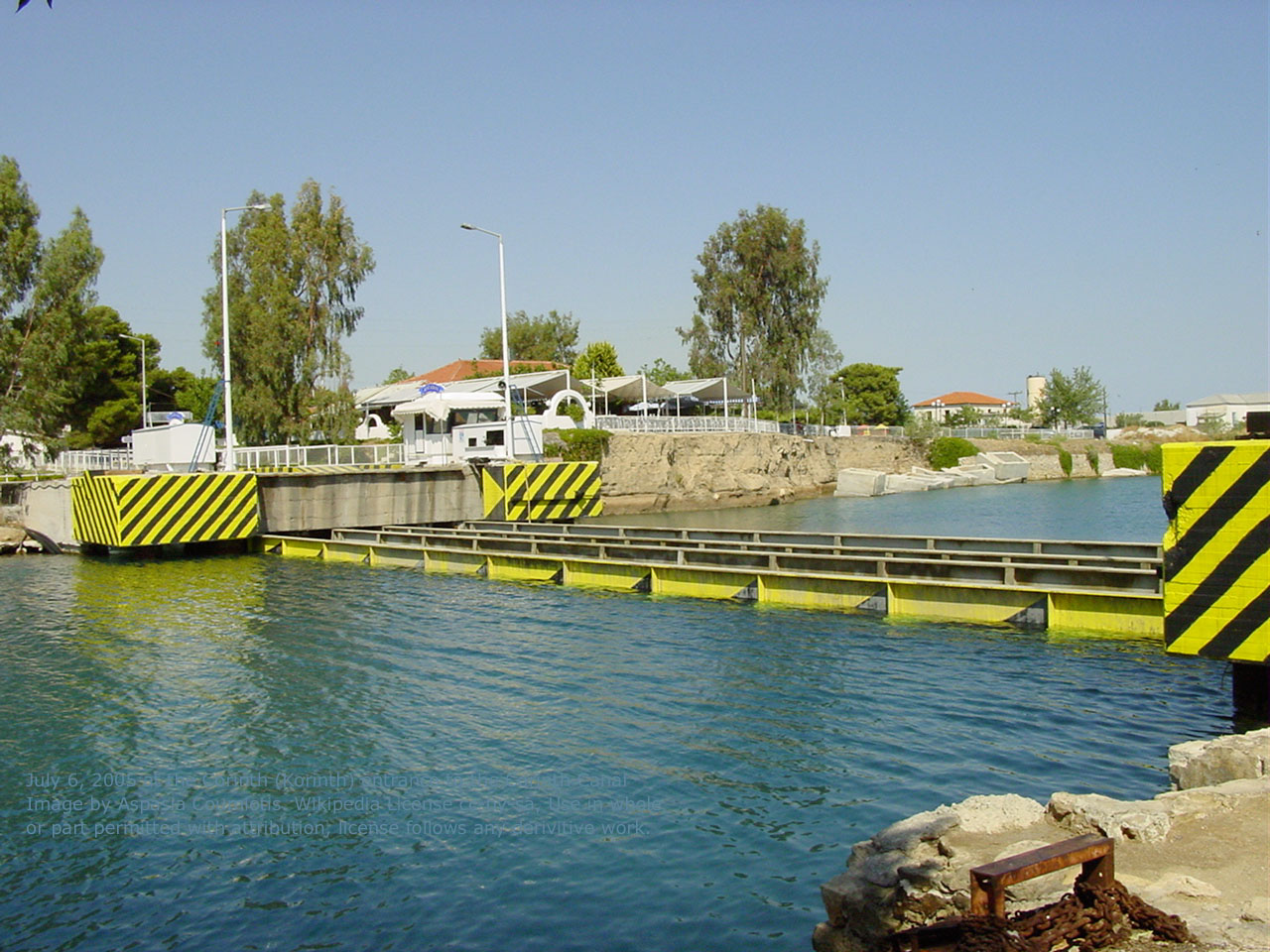
Một cây cầu ngầm bắc qua sông

Cầu ngầm là những cây cầu được thiết kế đặc biệt, nó không nằm trên mặt nước mà lại nằm dưới mặt nước, một phần trên của cầu mở ra. Nhìn từ xa, rất khó để có thể thấy cây cầu này, vì vậy nó được xây dựng tại những nơi có cảnh quan thiên nhiên đep, nó không làm mất đi cảnh quan thiên nhiên xung quanh. Việc xây dựng cây cầu như thế này không hề đơn giản, các kĩ sư đã phải ngăn chặn dòng nước ở ao, hồ, sông, suối, để có thể xây dựng được.